# Kendell Beckwith
Kendell Beckwith (Jackson, 2 dicembre 1994) è un giocatore di football americano statunitense che milita nel ruolo di linebacker per i Tampa Bay Buccaneers della National Football League  (NFL).

## Biografia

### Carriera professionistica
Beckwith al college giocò a football con gli LSU Tigers dal 2013 al 2016. Fu scelto nel corso del terzo giro (107º assoluto) nel Draft NFL 2017 dai Tampa Bay Buccaneers. Debuttò come professionista partendo come titolare nella gara del 17 settembre contro i Chicago Bears mettendo a segno 5 tackle e un passaggio deviato nella vittoria per 29-7.